# 切爾布爾達
46°37′10″N 32°56′41″E / 46.61944°N 32.94472°E
切爾布爾達（烏克蘭語：Челбурда）是位於烏克蘭南部的村莊，由赫爾松州赫尔松区的奥莱什基市镇負責管轄。該村始建於1796年，面積42平方公里，海拔高度12米，2001年人口633，人口密度每平方公里15.1人。